# Ophiomyia galii
Ophiomyia galii är en tvåvingeart som beskrevs av Erich Martin Hering 1937. Ophiomyia galii ingår i släktet Ophiomyia och familjen minerarflugor.
Artens utbredningsområde är Tyskland. Inga underarter finns listade i Catalogue of Life.